# 久保満雄
久保 満雄（くぼ みつお、1899年（明治32年）1月2日 - 1989年（平成元年）1月27日）は、大日本帝国陸軍軍人。最終階級は陸軍少将。

## 経歴
1899年（明治32年）に熊本県で生まれた。陸軍士官学校第32期、陸軍大学校第40期、東京帝国大学法学部卒業。1939年（昭和14年）7月に陸軍省整備局戦備課高級課員に就任した。1940年（昭和15年）8月1日に陸軍歩兵大佐進級と同時に第40師団参謀長（第11軍）に就任し、日中戦争に出動。1942年（昭和17年）8月に朝鮮軍参謀に転じ、1944年（昭和19年）7月14日に歩兵第90旅団長（駐蒙軍・第118師団）に就任した。
同年8月1日に陸軍少将に進級し、1945年（昭和20年）3月31日に第43軍参謀長（北支那方面軍）に就任した。6月1日には朝鮮軍管区参謀副長に転じ、京城府で終戦を迎えた。